# Чет (Белуно)
Чет (итал. Cet) је насеље у Италији у округу Белуно, региону Венето.
Према процени из 2011. у насељу је живело 94 становника. Насеље се налази на надморској висини од 437 м.